# Ukrzaliznytsia
"Ferrocarrils d'Ucraïna" (JSC "Ukrzaliznytsia", Ukrzaliznytsia) és una societat anònima estatal de transport públic ferroviari, transportista nacional de mercaderies i passatgers, fundada l'octubre de 2015, la finalitat de la qual és complir les necessitats d'un transport ferroviari segur i d'alta qualitat en la comunicació nacional i internacional, garantint el funcionament i el desenvolupament efectius del transport ferroviari, etc. L'any 2018, l'empresa es va transformar d'una empresa pública a una empresa privada per resolució del Consell de Ministres d'Ucraïna de data 31 d'octubre de 2018 (núm. 938).
De fet, és una empresa estatal, un monopoli en el camp del transport ferroviari.
L'empresa proporciona gairebé el 82% del transport de mercaderies i el 36% del transport de viatgers, realitzat per tot tipus de transport. Segons el volum de transport de càrrega, el ferrocarril d'Ucraïna ocupa el quart lloc al continent euroasiàtic, només per darrere dels ferrocarrils de la Xina, Rússia i l'Índia.
JSC "Ferrocarril d'Ucraïna" és el successor legal de l'Administració Estatal de Transport Ferroviari d'Ucraïna, així com les empreses subdepartamentals i les institucions que tenien l'estatus de persones jurídiques separades.
"Ukrzaliznytsia" és una societat anònima, el 100% de les accions de la qual pertanyen a l'estat. L'empresa està inclosa a la llista d'empreses de propietat estatal que no estan subjectes a privatització